# Leptodactylus vastus
Espèce
Statut de conservation UICN

 LC  : Préoccupation mineure
Leptodactylus vastus est une espèce d'amphibiens de la famille des Leptodactylidae.

## Répartition
Cette espèce est endémique du Brésil. Elle se rencontre dans les États de Paraïba, du Rio Grande do Norte, du Ceará, du Piauí, du Maranhão, du Pernambouc, d'Alagoas, Sergipe, dans le Nord de Bahia, dans le Nord du Tocantins et dans l'Est du Pará.

## Étymologie
Le nom spécifique vastus vient du latin vastus, énorme, en référence à la taille de cette espèce.

## Publication originale
- Lutz, 1930 : Segunda memória sobre espécies brasileiras do gênero Leptodactylus, incluindo outras aliadas. Second paper on brasilian and some closely related species of the genus Leptodactylus. Memórias do Instituto Oswaldo Cruz, vol. 23, no 1, p. 1‑20 & 21‑34.